# 미로 (소프트웨어)
미로(Miro, 구 Democracy Player 또는 DTV)는 참여문화재단에서 개발한 오디오, 비디오 플레이어 및 인터넷 TV 애플리케이션이었다. 마이크로소프트 윈도우, macOS, FreeBSD 및 리눅스에서 실행되며 가장 잘 알려진 비디오 파일 형식을 지원한다. 오디오와 비디오를 모두 제공하며 일부는 HD 품질로 제공된다.
참여문화재단에서는 더 이상 미로를 개발하지 않는다. 마지막 버전(6.0)은 2013년에 출시되었으며 유튜브 API 변경으로 인해 더 이상 올바르게 작동하지 않는다.
미로는 GPL-2.0 이상의 조건에 따라 출시되는 자유 소프트웨어이다.

## 같이 보기
- 팝콘 타임